# Darío Sala
Darío Alberto Sala (Córdoba, 17 ottobre 1974) è un ex calciatore argentino, di ruolo portiere.

## Carriera

### Club
Ha giocato nella prima divisione argentina e nella MLS.

## Palmarès

### Club

#### Competizioni nazionali
- Campionato argentino: 3

San Lorenzo: Clausura 1995
River Plate: Clausura 2000
Independiente: Apertura 2002